# Марк Шајфли
Марк Шајфли (енгл. Mark Scheifele — Киченер, 15. март 1993) професионални је канадски хокејаш на леду који игра на позицијама централног нападача.
Члан је сениорске репрезентације Канаде за коју је на међународној сцени дебитовао на светском првенству 2014. године. Са репрезентацијом је освојио и титулу светског првака на СП 2016. године.
Учествовао је на улазном НХЛ драфту 2011. када га је као 7. пика у првој рунди одабрала екипа Винипег џетса.Професионални уговор са Џетсима потписао је већ у октобру 2011. године